# Pseudomonadales
Gli Pseudomonadales Orla-Jensen, 1921 sono un ordine appartenente al phylum Proteobacteria, classe Gammaproteobacteria. Alcuni di essi sono agenti patogeni opportunisti, come alcune specie di Pseudomonas, Moraxella e Acinetobacter, che possono causare la polmonite, specialmente in pazienti debilitati come i degenti ospedalieri.